# 被禁止的游戏 (单曲)
《被禁止的游戏》是ALI PROJECT的一張单曲唱片，由寶野亞莉華作詞，片倉三起也作曲，于2004年10月22日由MellowHead公司發行，是ALI PROJECT的第13張單曲。

## 简介
《被禁止的游戏》被用作動畫劇集《薔薇少女》第一季的片頭曲。
儘管ALI PROJECT表示反對，2010年2月8日發行的書籍《Lantis編年史》（日语：ランティス・クロニク）中，依然有“歌詞中引用了米歇尔·劳伦特的《示巴女王》和萨尔瓦多·卡尔迪罗的《Catarì, Catarì》”的说法。2010年3月1日，Lantis在官方网站上发表了道歉文章。

## 收录曲目
| [ 1 ] [ 3 ] | [ 1 ] [ 3 ]        | [ 1 ] [ 3 ] |
| 曲序        | 曲目               | 时长        |
| ----------- | ------------------ | ----------- |
| 1.          | 被禁止的游戏       | 4:27        |
| 2.          | 我曾是爱丽丝的时候 | 4:14        |
| 3.          |                    | 4:26        |
| 4.          |                    | 4:10        |
| 总时长：    | 总时长：           | 17:17       |